# Rio Apiacá
O rio Apiacá é um rio do estado de Mato Grosso no oeste do Brasil.